# District de Senboku (Ōsaka)
Pour l’article homonyme, voir District de Senboku.
Le district de Senboku (泉北郡, Senboku-gun) est un district de la préfecture d'Ōsaka au Japon.
Lors du recensement de 2000, sa population était estimée à 17 509 habitants pour une superficie de 4 km2 (réestimée depuis à 17 642 personnes en août 2010).
Par le passé, Senboku a été un lieu d'ouverture sur le monde, notamment la Chine et l'Europe. Aujourd'hui, à la suite des fusions et restructurations territoriales, il n'est plus composé que du village de Tadaoka, mince bande de terre de 4 km2 coincée au sud d'Ōsaka.

## Préfecture
- Ōsaka

## Sanctuaire
- Mitami-jinja

## Commune du district
- Tadaoka